# Selmont-West Selmont
Selmont-West Selmont è un census-designated place (CDP) degli Stati Uniti d'America situato nella contea di Dallas dello stato dell'Alabama.